# Alburnoides qanati
Alburnoides qanati es una especie de pez del género Alburnoides, familia Cyprinidae. Fue descrita científicamente por Coad & Bogutskaya en 2009.
Se distribuye por Asia: ríos Pulvar y Kor en Irán. La longitud estándar (TL) es de 7,3 centímetros. Habita en arroyos, en el fondo de grava y lodo.
Está clasificada como una especie marina inofensiva para el ser humano.